# كارل دودلي
كارل دودلي (بالإنجليزية: Carl Dudley)‏ هو منتج أفلام ومخرج أمريكي، ولد في 31 ديسمبر 1910 في ليتل روك في الولايات المتحدة، وتوفي في 2 سبتمبر 1973 في هونغ كونغ في الصين.

## وصلات خارجية
- كارل دودلي على موقع IMDb (الإنجليزية)
- كارل دودلي على موقع ألو سيني (الفرنسية)
- كارل دودلي على موقع أول موفي (الإنجليزية)
- كارل دودلي على موقع قاعدة بيانات الأفلام السويدية (السويدية)
- كارل دودلي على موقع قاعدة بيانات الفيلم (الإنجليزية)
- كارل دودلي على موقع كينوبويسك (الروسية)